# Axelgold Range
Axelgold Range är ett berg i Kanada.   Det ligger i provinsen British Columbia, i den centrala delen av landet, 3 600 km väster om huvudstaden Ottawa. Toppen på Axelgold Range är 1 917 meter över havet, eller 24 meter över den omgivande terrängen. Bredden vid basen är 0,21 km.
Terrängen runt Axelgold Range är bergig österut, men västerut är den kuperad. Trakten runt Axelgold Range är nära nog obefolkad, med mindre än två invånare per kvadratkilometer.. Det finns inga samhällen i närheten. 
Trakten runt Axelgold Range består i huvudsak av gräsmarker.